# ロシア型加圧水型原子炉

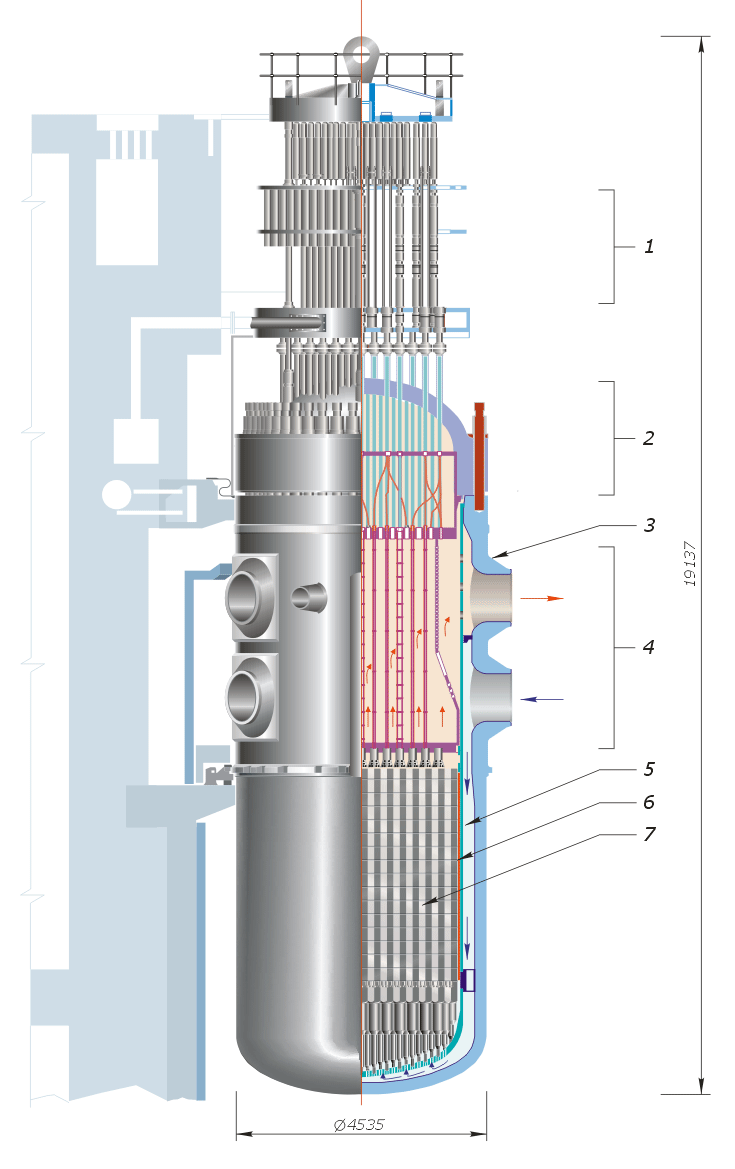
ロシア型加圧水型原子炉の原子炉圧力容器の模式図。全長は19,137mm、直径は4,535mm。(1)制御棒駆動装置、(2)原子炉上蓋、(3)原子炉圧力容器本体、(4)一次冷却水の入出口、(5)一次冷却水流路、(6)炉心バッフル、(7)炉心。供給された低温の一次冷却水(青い矢印)は供給口から圧力容器に入り、炉心バッフルの外側を通って底部へ達し、上に向きを変えて炉心を通り、高温になって(赤い矢印)出口から出ていく。

ロシア型加圧水型原子炉（ロシア語: Водо-водяной энергетический реактор, ラテン文字転写: Voda Voda Energo Reactor, VVER, 英翻字: vodo-vodyanoi enyergeticheskiy reaktor, 英: water-water energetic reactor (WWER), 日本語: (軽)水(冷却,軽)水(減速)発電炉）は元々はソ連で、現在はロシアのギドロプレス設計局によって開発されている商業発電用加圧水型原子炉の設計のシリーズである。
このような原子炉のアイデアは、クルチャトフ研究所でサヴェリー・モイセヴィッチ・ファインバーグによって提案された。VVERはもともと1970年代より前に開発され、継続的に更新されてきた。その結果、VVERという名前は、第1世代原子炉から最新の第3世代+原子炉設計まで、さまざまな原子炉設計に関連付けられている。出力範囲は70 - 1300MWe(en)で、最大1700 MWeの設計が開発中である。最初のプロトタイプ VVER-210 は、ノヴォヴォロネジ原子力発電所で製造された。VVER発電所は主にロシアと旧ソ連に設置されているが、中国、チェコ共和国、フィンランド、ドイツ、ハンガリー、スロバキア、ブルガリア、インド、イラン、ウクライナにも設置されている。VVER原子炉の導入を計画している国には、バングラデシュ、エジプト、ヨルダン、トルコが含まれる。

## 概要
基本的な原理、構造はアメリカ合衆国で開発されたPWRと同じだが、初期のVVERはアメリカ型（ウェスチングハウス系）のPWRと比較すると、炉心を構成する燃料集合体の断面が正方形でなく正六角形になっている、原子炉圧力容器が通常より縦長になっている、制御棒の挿入速度が遅い、蒸気発生器が横置きになっている、原子炉格納容器がない（一部例外）などの違いがある。
原子炉格納容器が無いだけでなく、冷却材の喪失という最悪の事故から炉心を守るための非常用炉心冷却装置(ECCS)の性能が十分でないことなど、安全性に問題がある点は西欧諸国や国際原子力機関(IAEA)からも指摘され、三世代目のVVERで改良された。
ソ連時代に東欧諸国やフィンランドに輸出されており、ソビエト連邦の崩壊後も中国、インド、イラン、トルコ、エジプトにも輸出されるなど他の炉型と十分に競争しうる経済性を持つ原子炉となっている。

## 歴史
最初期のVVERは1970年より前に製造された。VVER-440 モデルV230は最も一般的な設計で、440MWの電力を供給した。V230はそれぞれに水平蒸気発生器を備えた6つの一次冷却ループを採用する。VVER-440の修正版であるモデルV213 は、ソビエトの設計者によって採用された最初の原子力安全基準の製品であった。このモデルには、追加の非常用炉心冷却システムと補助給水システム、アップグレードされた事故位置特定システムが含まれている。
より大型のVVER-1000は1975年以降に開発され、噴霧蒸気抑制システム (Emergency Core Cooling System) を備えた格納容器型構造に収容された4ループシステムである。VVER原子炉の設計は、西側(諸国)の第3世代原子炉に関連する自動制御、受動的安全、および封じ込めシステムを組み込むために精巧に作られている。
VVER-1200は現在建設用に提供されているバージョンで、出力が約1200MWe (グロス) に増加したVVER-1000の進化形であり、追加の受動的安全機能を提供する。
2012年、ロスアトムは、2015年以前に英国のライセンスを申請する可能性は低いものの、将来的には英国と米国の規制当局でVVERを認証するつもりであると述べた。
最初のVVER-1300 (VVER-TOI) 1300 MWE ユニットの建設は 2018 年に開始された。

## 設計

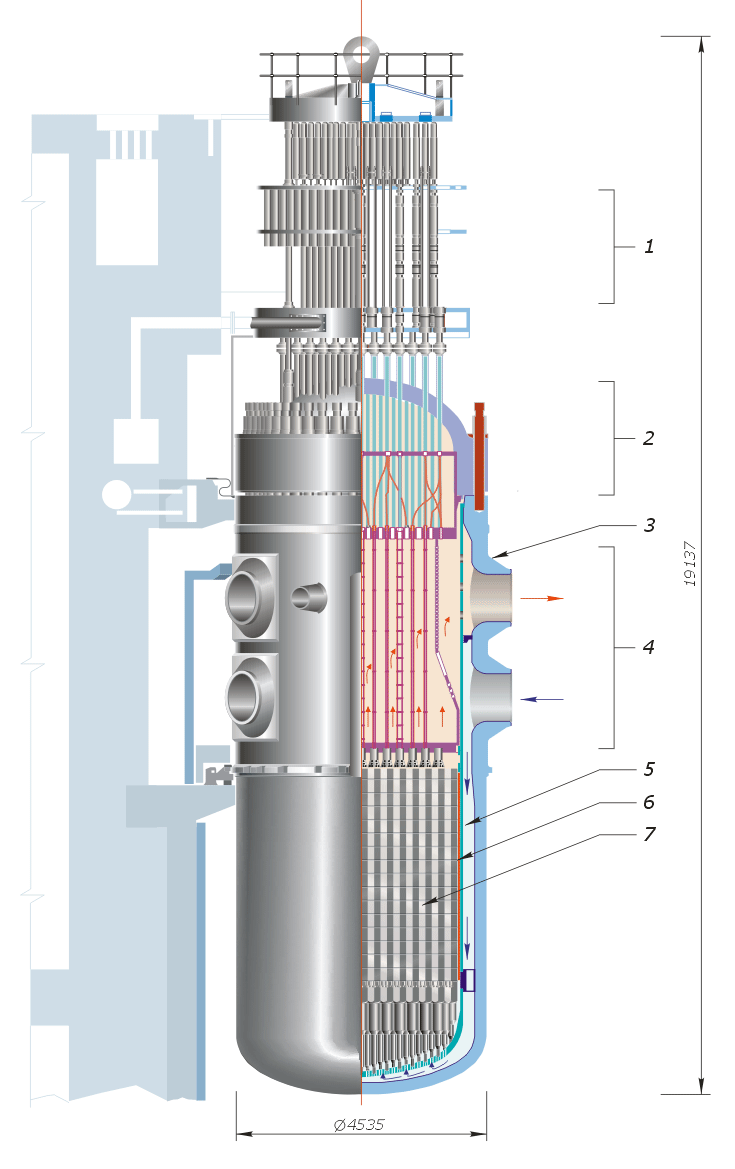
WWER-1000 (またはVVER-1000 ロシア語の直接音訳としてВВЭР-1000), PWRタイプの1000 MWeのロシアの原子炉。1:制御棒駆動装置 2:原子炉蓋または容器の頭 3:原子炉圧力容器 4:入口および出口ノズル 5:原子炉炉心バレルまたは炉心シュラウド 6:炉心 7:燃料棒

ウェスティングハウスのPWR設計と比較した六面体燃料集合体の配置。 この六面体配列には163個の集合体があり、ウェスティングハウス配列には193個の集合体があることに注意せよ。

ロシア語の略語VVERは、「水-水発電炉」(つまり、水冷水減速発電炉) の略である。この設計は加圧水型原子炉 (PWR) の一種である。他のPWRと比較したVVERの主な特徴は次のとおり:
- 水平蒸気発生器
- 六角燃料集合体
- 圧力容器の底に貫通がない
- 大量の原子炉冷却材在庫を提供する大容量加圧器

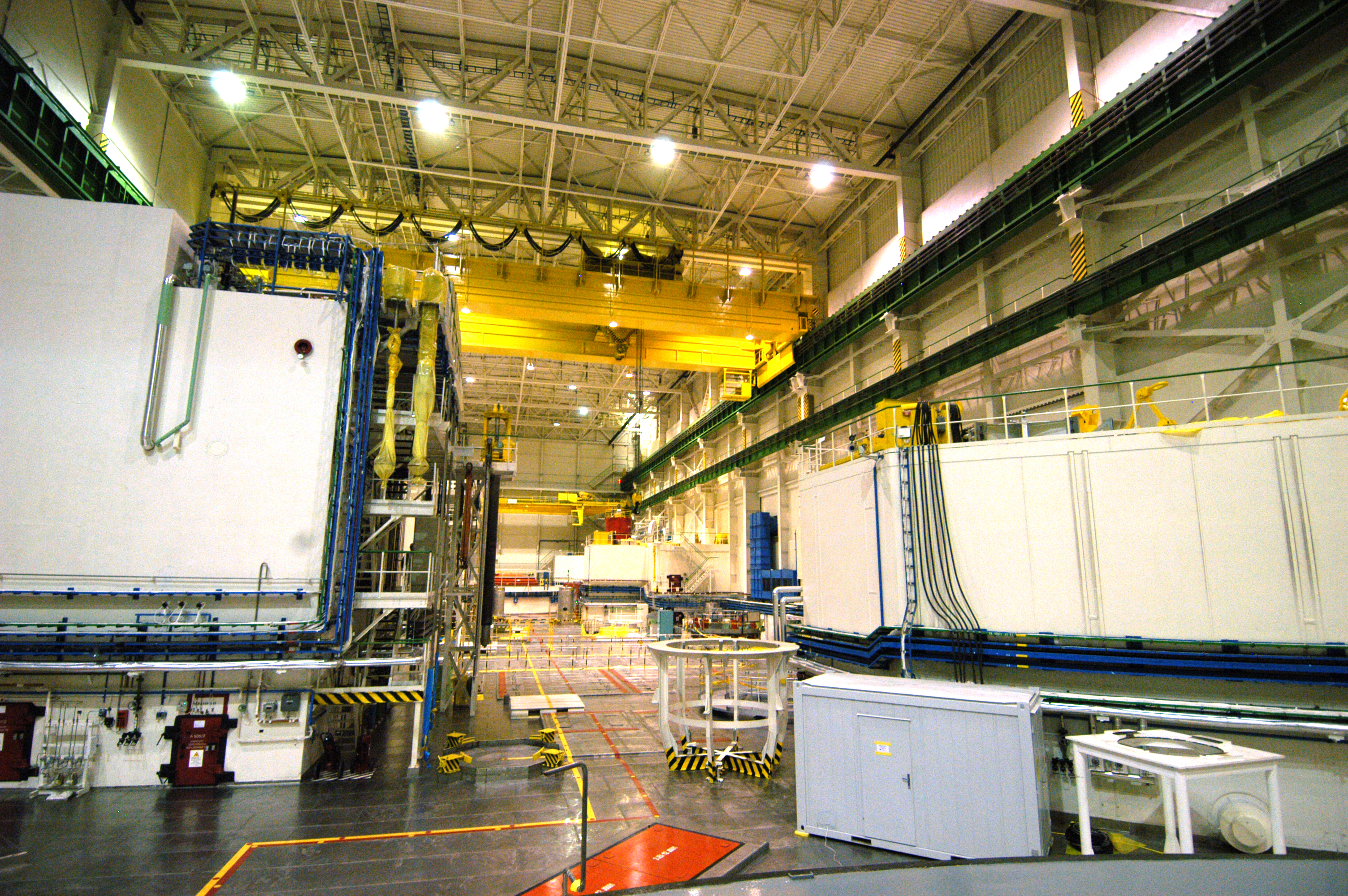
モホフチェ原子力発電所の VVER-440原子炉ホール

原子炉の燃料棒は、それぞれ (12.5 / 15.7 / 16.2 ) MPaの圧力に保たれた水に完全に浸されているため、通常の運転温度 (220 - 320 °C以上) では沸騰しない。原子炉内の水は、重要な安全機能である冷却材と減速材の両方の役割を果たす。冷却材の循環が失敗した場合、中性子を減速しない蒸気の泡を生成する熱の増加により水の中性子減速効果が減少し、したがって反応強度が低下し負のボイド係数として知られる状態である冷却の損失が補償される。後のバージョンの原子炉は、巨大な鋼製の原子炉圧力容器に収められている。 燃料は、低濃縮 (約2.4 - 4.4% 235U) の二酸化ウラン (UO2) または同等物をペレットに圧縮し、燃料棒に組み立てる。
反応度は、原子炉の上から挿入できる制御棒によって制御される。 これらのロッドは中性子吸収材料でできており、挿入の深さに応じて、連鎖反応を阻害する。緊急時には、制御棒を炉心に完全に挿入することで原子炉を停止することができる。

### 一次冷却回路

VVER-1000の4つの一次冷却回路と加圧器のレイアウト

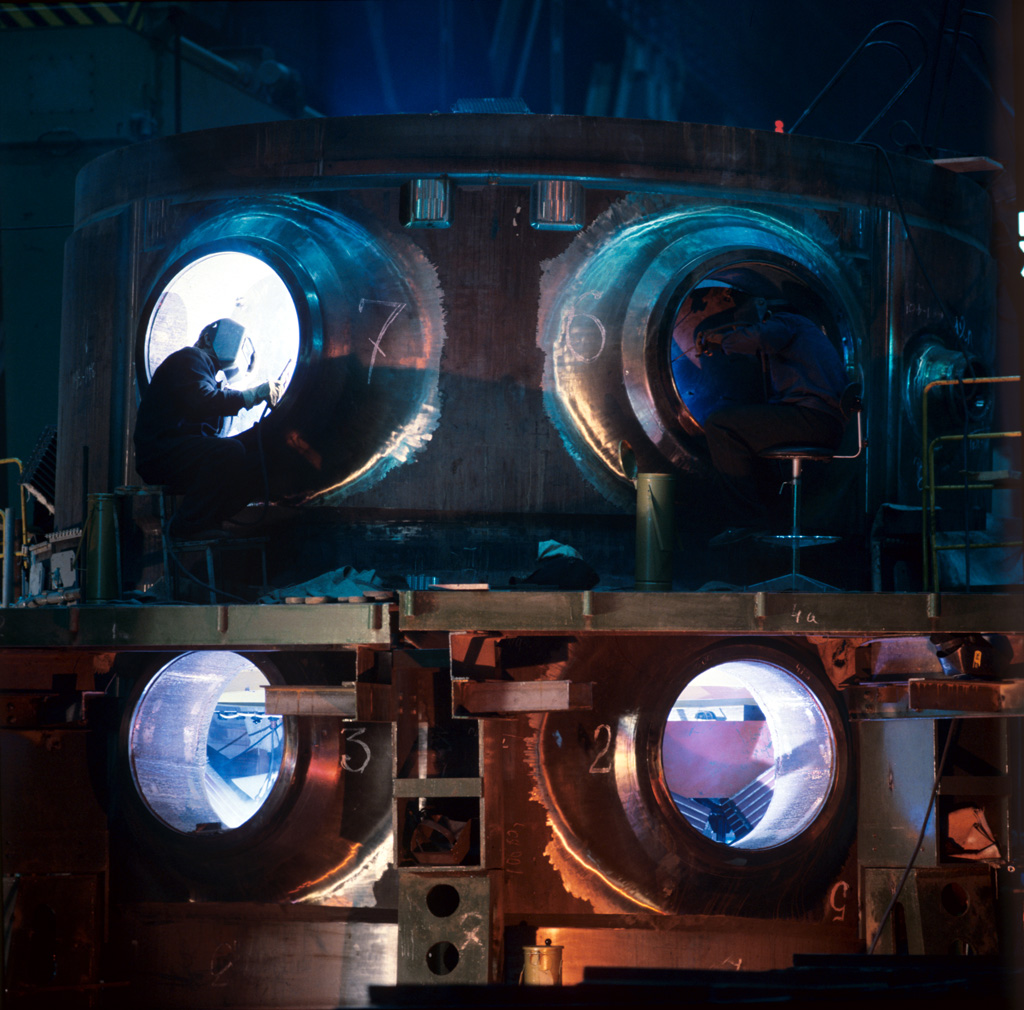
アトムマッシュでの VVER-1000 原子炉容器の建設。

前述のように、一次回路内の水は沸騰を避けるために一定の高圧下に保たれる。 水はコアからすべての熱を伝達し照射されるため、この回路の完全性は非常に重要である。(次の)4つの主要コンポーネントに区別される:
1. 原子炉容器: 核連鎖反応によって加熱される燃料集合体の中を水が流れる。
2. 容積補正器（加圧器): 水を一定の制御された圧力に保つために、容積補正器は、電気加熱とリリーフバルブを使用して飽和蒸気と水の間の平衡を制御することにより圧力を調整する。
3. 蒸気発生器: 蒸気発生器では、一次冷却水の熱を使用して二次回路の水を沸騰させる。
4. ポンプ: ポンプは、回路を通る水の適切な循環を保証する。

緊急時に炉心の冷却を継続できるように、一次冷却は冗長性を考慮して設計されている。

### 二次回路および電気出力
二次回路もさまざまなサブシステムで構成される:
1. 蒸気発生器: 二次(冷却)水は、一次回路から熱を奪って沸騰する。タービンに入る前に、残りの水が蒸気から分離され、蒸気が乾燥する。
2. タービン: 膨張する蒸気は、発電機に接続するタービンを駆動する。タービンは高圧部と低圧部に分かれている。効率を高めるために、蒸気はこれらのセクション間で再加熱される。VVER-1000 タイプの原子炉は、1GWの電力を供給する。
3. 凝縮器: 蒸気を冷却して凝縮させ、廃熱を冷却回路に放出する。
4. 脱気器: 冷却水からガスを除去する。
5. ポンプ: 循環ポンプは、それぞれ独自の小型蒸気タービンによって駆動される。

プロセスの効率を高めるために、タービンからの蒸気は、脱気器と蒸気発生器の前で冷却水を再加熱するために使用される。この回路内の水は放射性を帯びていないと考えられている。

### 三次冷却回路および地域暖房
三次冷却回路は、湖や川などの外部貯水池から水を迂回させる開回路である。蒸発冷却塔、冷却槽、または池は、発電回路からの廃熱を環境に移す。
ほとんどのVVERでは、この熱をさらに住宅用暖房および工業用熱源にも使用できる。このようなシステムの運用例は、 Bohunice NPP (スロバキア) がトルナヴァ (12 km先)、Leopoldov (9.5 km先)と、Hlohovec (13 km先)の町に熱を供給し、テメリン原発 (チェコ共和国) が5 km先のTýn nad Vltavouに熱を供給している。Dukovany NPPからブルノ (チェコ共和国で2番目に大きい都市) に熱を供給する計画が立てられており、その熱需要の3分の2をカバーする。

### 安全障壁

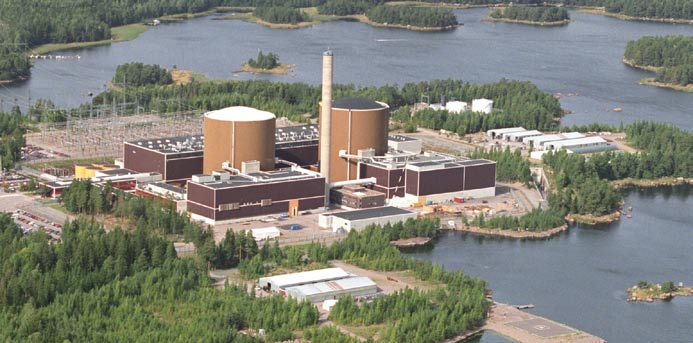
フィンランドのロヴィーサにある2つのVVER-440ユニットには、西側の安全基準を満たす封じ込め建物がある。

原子炉の典型的な設計上の特徴は、放射性物質の漏出を防止する層状の安全障壁である。VVER炉は3つの層を持っている:
1. 燃料棒: 焼結(二)酸化ウランセラミック燃料ペレットのの周りを覆う気密ジルコニウム合金 (ジルカロイ)は、熱や高圧に強いバリアを提供する。
2. 原子炉圧力容器壁: 巨大な鋼製シェルが燃料集合体全体と一次冷却材を気密に包み込んでいる。
3. 原子炉建屋: 最初の回路(一次冷却)全体を覆うコンクリートの封じ込め建物は、最初の回路の違反が引き起こす圧力サージに耐えるのに十分な強度がある。

RBMK炉 (チェルノブイリ事故に関与したタイプ) と比較して、VVERは冷却材が減速材でもあり、その設計の性質上すべてのPWRと同様に負のボイド係数を持っているため本質的により安全な設計を使用する。グラファイト(黒鉛)で減速されたRBMKのように、冷却材喪失事故の際に反応度が上昇し、大きな出力過渡が発生するリスクはない。また、RBMK炉は、そのサイズによるコストの理由から、封じ込め構造なしで建設された;  VVERの炉心はかなり小さくなっている。

## VVERの構成要素
- 燃料:低濃縮ウラン燃料
- 冷却材・減速材:軽水

## 型式

### VVER-440
最初期のVVER型式のひとつであり、原子炉格納容器の設計に特定の問題があったことが明らかになっている。当初、V-230以前のモデルでは大規模なパイプ破損に耐えられるように作られていなかったため、 より新しいモデルであるV-213では、追加の容器と多数の水層によって急速に逃げる蒸気の圧力を抑制することを目的とした、いわゆるバブリング・コンデンサータワー（凝縮塔）を追加した。結果として、VVER-440 V-230以前の設計のプラントを持つすべての加盟国は欧州連合の政治家によってそれらのプラントを永久閉鎖することを余儀なくされた。ボフニツェ原子力発電所は2基、コズロドゥイ原子力発電所は4基(最初は2基だけだったが追加承認がおりず残る2基も加わった)、それぞれ原子炉を閉鎖する必要があった。 グライフスヴァルト原子力発電所の場合、ベルリンの壁崩壊時にすでにドイツの規制機関が閉鎖を決定していた。

### VVER-1000

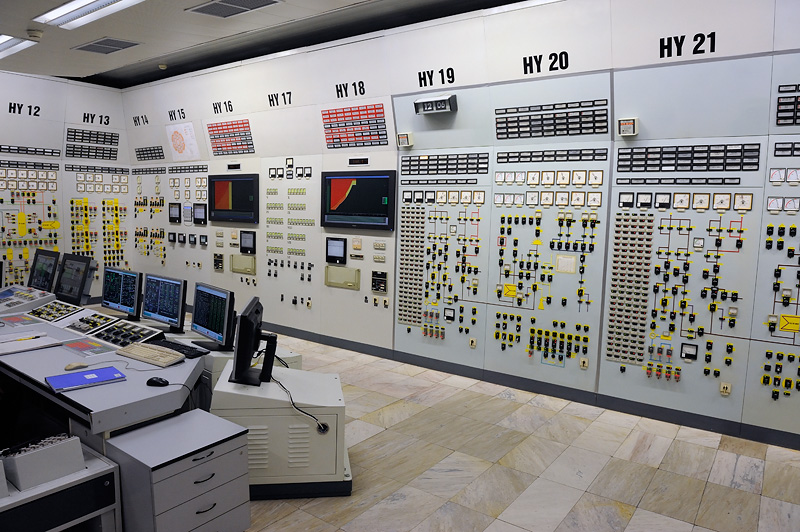
VVER-1000の制御室（2009年、コズロドゥイ5号機）

VVERは最初に造られたときには、35年間運用可能であることが意図されていた。それ以降は、燃料や制御棒チャンネルなどの重要な部品の完全な交換を含む中期の大規模なオーバーホールが必要であると考えられていた。RBMK原子炉では35年で大規模な交換をすることが定められていたため、設計者は当初VVERでも同じことが必要になるだろうと考えていたが、VVERはRBMKよりも堅牢な設計であった。ロシアでVVERを使用している発電所のほとんどは運転開始から35年に達している。より最近の設計研究では、機器の交換により最大50年の寿命の延長が可能になった。新しいVVERは、有効期間が延長された名前が付けられる。
2010年、ノヴォヴォロネジ原子力発電所にある最も古いVVER-1000は、近代化して運転寿命を20年延長するために閉鎖された。このような運転寿命の延長のための措置が実施されたのは初めてのことであった。この作業には、管理、保護、緊急システムの近代化、セキュリティおよび放射線安全システムの改善も含まれた。
2018年、 ロスアトムは放射線による損傷を改善し、耐用年数を15年から30年延長する原子炉圧力容器用の焼なまし技術を開発したと発表した。これはバラコヴォ原子力発電所1号機で実証された。

### VVER-1200
VVER-1200 （NPP-2006またはAES-2006とも呼ばれる）はVVER-1000を改良したもので、国内及び輸出用に用いられている。燃料効率を最適化するために原子炉の設計が改良された。1kW当たり1,200ドルの夜間建設費、54か月の計画建設期間、90％の設備利用率で60年の設計寿命、VVER-1000よりも必要な運転員が約35％少ないといった特徴がある。VVER-1200の総熱効率は37.5%、正味熱効率は34.8%である。VVER 1200は1,198 MWeの電力を生み出す。
最初の2基がレニングラード第二原子力発電所とノヴォヴォロネジ第二原子力発電所に建設された。レニングラード第二と同様のVVER-1200/491 がバルティスカヤ原子力発電所とニジニ・ノヴゴロド原子力発電所で計画され、建設中である。
ノヴォヴォロネジ第二に設置されたタイプVVER-1200/392M は、セヴェルスク、中央および南ウラル原発にも選択されている。 標準バージョンは、VVER-1200/513として開発され、VVER-TOI (VVER-1300/510) 設計に基づいている。
2012年7月、2基のAES-2006をベラルーシのアストラビエツ原子力発電所に建設し、費用を賄うためにロシアが100億ドルを貸し付けるという契約が合意された。 AES-2006は、フィンランドのピュハヨキ原子力発電所で使用することが提案されていて、プラント供給契約は2013年に調印されたが、主にロシアのウクライナ侵攻により2022年に終了した。
2015年から2017年までに、エジプトとロシアはVVER-1200原子炉をエル・ダバ原子力発電所に建設するという合意に達した。
2017年11月30日、バングラデシュのルプール原子力発電所で最初の2基のVVER-1200/523原子炉のベースマットにコンクリートが注がれた。この2基は2023年と2024年に稼働し、2.4 GWeの出力となる予定である。
2019年3月7日、中国核工業集団 (CNNC)とアトムストロイエクスポルトは田湾原子力発電所と徐大堡原子力発電所に2基ずつ計4基のVVER-1200を建設する契約に署名した。2021年5月に建設を開始し、2026年から2028年の間に4基全ての商業運転が始まる予定である。
2020年から、燃料交換サイクルを18か月とし、それまでの12か月サイクルに比べて稼働率を向上させることが試みられる。

#### 安全機能
プラントの核部分は、封じ込めとミサイルシールドとして機能する単一の建物に収容されている。その上原子炉と蒸気発生器には、改良された燃料補給機と、コンピューター化された原子炉制御システムが含まれる。同じく、同じ建物内で同様に保護されているのは、非常用炉心冷却システム、非常用バックアップ・ディーゼル電源、およびバックアップ給水装置を含む非常用システムである。
インドのクダンクラム原子力発電所で使用されているVVER-1000のAES-92バージョンでは、既存のアクティブ・システムにパッシブ除熱システムが追加された。これは、新しいVVER-1200と将来の設計のために保持されている。このシステムは、封じ込めドームの上に構築された冷却システムと水タンクに基づいている。パッシブ・システムは、すべての安全機能を24時間、炉心の安全機能を72時間取り扱う。
その他の新しい安全システムには、航空機衝突保護、水素再結合器、重大事故の際に溶融した原子炉の炉心を封じ込めるためのコアキャッチャーが含まれる。 コアキャッチャーは、ルプール原子力発電所とエル・ダバ原子力発電所に配備される予定である。

### VVER-TOI
VVER-TOIは、VVER-1200から開発された。 これは、最新の情報および管理技術を駆使して多くのターゲット指向のパラメーターを満たす、VVER技術に基づく新世代III+パワーユニットの典型的な最適化された有益で高度なプロジェクトの開発を目的としている。
VVER-1200からの主な改良点は:
- 出力はグロスで1300MWeに増加
- アップグレードされた圧力容器
- 冷却を改善するため改良されたコア設計
- パッシブ・セーフティ・システムのさらなる発展
- 40ヶ月の建設期間で建設費と運用費を削減
- 低速タービンの利用

最初の2つのVVER-TOIユニットの建設は、2018年と2019年にクルスク第2原子力発電所で開始された。
2019年6月、VVER-TOIは、原子力発電所の欧州ユーティリティ要件 (一定の留保付き) に準拠していると認定された。
TOI規格に準拠したAES-2006のアップグレード・バージョンであるVVER-1200/513が、トルコのアックユ原子力発電所で建設されている。

### 今後のバージョン
VVERの将来のバージョンのための多くの設計が行われた:
- MIR-1200 (近代化国際原子炉: Modernised International Reactor) – ヨーロッパの要件を満たすために[42]チェコのシュコダJS[43]と共同で設計された。
- VVER-1500 – 1500 MWeのグロス出力を生成するためにVVER-1000の寸法を大きくしたが、進化したVVER-1200を支持して設計が棚上げされた[44]。
- VVER-1700 – 超臨界水炉バージョン。
- VVER-600 – 小規模市場向けに設計されたVVER-1200の2冷却回路バージョンで、コラ原子力発電所で2030年までに建設が承認されている[45][46]。

## 発電所
- ソースについては、各施設のウィキペディアのページを参照してください。

ロシアは最近 中国の田湾原子力発電所に2基の原子炉を設置し、さらに2基の原子炉からなる拡張が承認されたばかりである。両国が原子力発電プロジェクトで協力するのはこれが初めてである。原子炉はVVER-1000型で、ロシアが基本設計を維持しながら段階的に改良したものである。これらのVVER-1000原子炉は、重さ20トンの航空機が衝突しても予想される損傷を受けることがない閉じ込めシェルに収容されている。その他の重要な安全機能には、緊急炉心冷却システムと炉心封じ込めシステムが含まれる。ロシアは、田湾原子炉の初期燃料装填を提供した。中国は2010 年に、ロシアの核燃料メーカーTVELから移転された技術を使用して、田湾発電所向けの国産燃料製造を開始することを計画した。
田湾原子力発電所では、多くのサードパーティ製部品が使用されている。原子炉とターボ発電機はロシアの設計だが、制御室は国際的なコンソーシアムによって設計および建設された。このようにして、プラントは広く認められた安全基準を満たすようになった; 安全システムはすでに大部分が整っていたが、これらのシステムの以前の監査は国際安全基準を満たしていなかった。中国に建設された新しいVVER-1000プラントでは、システムの94%が自動化されており、プラントはほとんどの状況で自動制御できる。燃料補給手順では、人間の介入はほとんど必要ない。制御室にはまだ5人の運転員が必要である。
2010年5月ロシアはトルコ政府との間で、トルコのアックユにVVER-1200原子炉4基を備えた発電所を建設することで合意した。しかしながら、福島で経験した事故のために、反原子力環境保護団体は、アックユで提案された原子炉に激しく抗議した。
2011年10月11日、アクティブおよびパッシブ安全システムを備えたVVER-1200/491 (AES-2006) 原子炉2基が使用される、ベラルーシで最初の原子力発電所をアストラビエツに建設する契約が締結された。2016年7月には、1号機の原子炉容器が輸送中に地面に衝突し、損傷はなかったが、国民の不安を和らげるために交換することが決定され、プロジェクトは1年遅れた。1号機は2020年4月現在、2020年の運転開始を予定している。
2013年10月には、VVER-1000 (AES-92) の設計は、ヨルダン初の原子力発電所の競争入札で、原子炉2基がヨルダン原子力委員会によって選ばれた。
2015年11月および2017年3月に、エジプトはロシアの原子力会社ロスアトムとエル・ダバ初のVVER-1200ユニットが2024年に運用開始することについて予備協定を締結。最終承認に向けて議論が続けられている。
バングラデシュの2.4GWeルプール原子力発電所が建設中である。2.4GWeを生成するVVER-1200/523 2基は、2023年と2024年に稼働予定。
| 発電所(名)           | 国(名)         | 炉(種)                                                                    | 注釈 |
| -------------------- | -------------- | ------------------------------------------------------------------------- | --- |
| アックユ             | トルコ         | (4 × VVER-1200/513) (AES-2006 with TOI-Standard)                          | 建設中。 |
| バラコヴォ           | ロシア         | 4 × VVER-1000/320 (2 × VVER-1000/320)                                     | 5、6号機建設中断。 |
| Belene               | ブルガリア     | (2 × VVER-1000/466B)                                                      | 2012年に中断。 |
| アストラビエツ       | ベラルーシ     | (2 × VVER-1200/491)                                                       | 1号機は2020年から運転開始。2号機は2022年に運転開始予定。                                                                         |
| ボフニツェ           | スロバキア     | 2 × VVER-440/230 2 × VVER-440/213                                         | V-1とV-2の2つのプラントに分割され、それぞれに2つの原子炉がある。 V-1プラントのVVER-440/230ユニットは2006年と2008年に閉鎖された。 |
| ブーシェフル         | イラン         | 1 × VVER-1000/446 (1 × VVER-1000/446) (2 × VVER-1000/528)                 | ブシェールのサイトに適応したV-320版。2号機は中止、3・4号機は計画中。                                                             |
| Dukovany             | チェコ共和国   | 4 × VVER 440/213                                                          | 2009-2012年に502MWにアップグレード。                                                                                             |
| Greifswald           | ドイツ         | 4 × VVER-440/230 1 × VVER-440/213 (3 × VVER-440/213)                      | 退役。6号機は完成したが、一度も運転されなかった。 7、8号機建設中止。                                                             |
| カリーニン           | ロシア         | 2 × VVER-1000/338 2 × VVER-1000/320                                       | |
| ピュハヨキ           | フィンランド   | 1 × VVER-1200/491                                                         | 2022年3月をもって無期限延期。2022年5月をもって契約終了。                                                                         |
| フメリニツキー       | ウクライナ     | 2 × VVER-1000/320 (2 × VVER-1000/392B)                                    | 2020年後半に3、4号機の建設が再開された。                                                                                         |
| コラ                 | ロシア         | 2 × VVER-440/230 2 × VVER-440/213                                         | すべてのユニットの稼働寿命が60年に延長された。                                                                                   |
| クダンクラム         | インド         | 2 × VVER-1000/412 (AES-92) (4 × VVER-1000/412) (AES-92)                   | 1号機は2013年7月13日から; 2号機は2016年7月10日から運転中。3、4、5、6号機が建設中。                                               |
| コズロドゥイ         | ブルガリア     | 4 × VVER-440/230 2 × VVER-1000                                            | 古いVVER-440/230ユニットは2004年から2007年に閉鎖された。                                                                         |
| クルスク第2          | ロシア         | 2 × VVER-TOI (2 × VVER-TOI)                                               | 初VVER-TOI。 |
| レニングラード第二   | ロシア         | 2 × VVER-1200/491 (AES-2006) (2 × VVER-1200/491 (AES-2006))               | ユニットは、VVER-1200/491 (AES-2006) のプロトタイプであり、建設中。                                                              |
| ロヴィーサ           | フィンランド   | 2 × VVER-440/213                                                          | 西洋の制御システム、明らかに異なる封じ込め構造。 後に530 MWの出力に変更された。                                                  |
| メツァモール         | アルメニア     | 2 × VVER-440/270                                                          | 1基の原子炉は1989年に停止し、2号機の廃止措置は2026年に計画中。                                                                   |
| Mochovce             | スロバキア     | 2 × VVER-440/213 (2 × VVER-440/213)                                       | 1985年から建設中の3と4号機は、2021年から2023年の間に稼働予定。                                                                   |
| ノヴォヴォロネジ     | ロシア         | 1 x VVER-210 (V-1) 1 x VVER-365 (V-3M) 2 × VVER-440/179 1 × VVER-1000/187 | すべてのユニットはプロトタイプ。1と2号機停止。3号機は2002年に近代化された。                                                      |
| ノヴォヴォロネジ第二 | ロシア         | 1 × VVER-1200/392M (AES-2006) (1 × VVER-1200/392M) (AES-2006)             | ユニットは、VVER-1200/392M (AES-2006) のプロトタイプ。2号機は建設中。                                                            |
| パクシュ             | ハンガリー     | 4 × VVER-440/213 (2 × VVER-1200/517)                                      | VVER-1200は2基を予定。 |
| Rheinsberg           | ドイツ         | 1 × VVER-70 (V-2)                                                         | 1990年に廃止されたユニット |
| リウネ               | ウクライナ     | 2 × VVER-440/213 2 × VVER-1000/320 (2 × VVER-1000/320)                    | 5、6号機計画中断。 |
| ルプール             | バングラデシュ | 2 × VVER- 1200/523                                                        | 1、2号機建設中 |
| ロストフ             | ロシア         | 4 × VVER-1000/320                                                         | 1号機は2001年、4号機は2018年に運転開始                                                                                           |
| 南ウクライナ         | ウクライナ     | 1 × VVER-1000/302 1 × VVER-1000/338 1 × VVER-1000/320 (1 × VVER-1000/320) | 4号機建設中断。 |
| Stendal              | ドイツ         | (4 × VVER-1000/320)                                                       | ドイツ再統一後、全4基建設中止。                                                                                                  |
| テメリン             | チェコ共和国   | 2 × VVER-1000/320                                                         | 両方のユニットは1086 MWeにアップグレードされ、3号機と4号機 (VVER 1000) は、政治体制の変更により1989年にキャンセル。              |
| 田湾                 | 中国           | 2 × VVER-1000/428 (AES-91) 2 × VVER-1000/428M (AES-91) (2 × VVER-1200)    | VVER-1200の建設は2021年5月と2022年3月に開始                                                                                      |
| 徐大堡               | 中国           | (2 × VVER-1200)                                                           | 2021年10月着工 |
| ザポリージャ         | ウクライナ     | 6 × VVER-1000/320                                                         | 欧州最大の原子力発電所。 |

## 技術仕様
| 仕様                          | VVER-210               | VVER-365         | VVER-440                            | VVER-1000             | VVER-1200 (V-392M) | VVER-1300 |
| ----------------------------- | ---------------------- | ---------------- | ----------------------------------- | --------------------- | ------------------ | --------- |
| 熱出力、MW                    | 760                    | 1325             | 1375                                | 3000                  | 3212               | 3300      |
| Efficiency, net %             | 25.5                   | 25.7             | 29.7                                | 31.7                  | 35.7               | 37.9      |
| 蒸気圧、100 kPa単位           |                        |                  |                                     |                       |                    |           |
| タービン前                    | 29.0                   | 29.0             | 44.0                                | 60.0                  | 70.0               |           |
| 最初の回路で                  | 100                    | 105              | 125                                 | 160.0                 | 165.1              | 165.2     |
| 水温、°C:                     |                        |                  |                                     |                       |                    |           |
| 炉心冷却材入口                | 250                    | 250              | 269                                 | 289                   | 298.2              | 297.2     |
| 炉心冷却材出口                | 269                    | 275              | 300                                 | 319                   | 328.6              | 328.8     |
| 等価炉心直径, m               | 2.88                   | 2.88             | 2.88                                | 3.12                  | —                  |           |
| 活動コア高さ, m               | 2.50                   | 2.50             | 2.50                                | 3.50                  | —                  | 3.73      |
| 燃料棒の外径, mm              | 10.2                   | 9.1              | 9.1                                 | 9.1                   | 9.1                | 9.1       |
| 集合体の燃料棒数              | 90                     | 126              | 126                                 | 312                   | 312                | 313       |
| 燃料集合体数                  | 349 (312+ARK (SUZ) 37) | 349 (276+ARK 73) | 349 (276+ARK 73), (312+ARK 37) コラ | 151 (109+SUZ 42), 163 | 163                | 163       |
| ウラン装荷 量, トン           | 38                     | 40               | 42                                  | 66                    | 76-85.5            | 87.3      |
| 平均ウラン濃縮度, %           | 2.0                    | 3.0              | 3.5                                 | 4.26                  | 4.69               |           |
| 平均燃料燃焼度, MW · day / kg | 13.0                   | 27.0             | 28.6                                | 48.4                  | 55.5               |           |

## クラス分け
| 世代 | 名前      | モデル       | 国             | Power plants                                                  |
| ---- | --------- | ------------ | -------------- | ------------------------------------------------------------- |
| I    | VVER      | V-210 (V-1)  | ロシア         | ノヴォヴォロネジ 1 (退役)                                     |
| I    | VVER      | V-70 (V-2)   | 東ドイツ       | Rheinsberg (KKR) (退役)                                       |
| I    | VVER      | V-365 (V-3M) | ロシア         | ノヴォヴォロネジ 2 (退役)                                     |
| II   | VVER-440  | V-179        | ロシア         | ノヴォヴォロネジ 3 (退役) - 4                                 |
| II   | VVER-440  | V-230        | ロシア         | コラ 1-2                                                      |
| II   | VVER-440  | V-230        | 東ドイツ       | Greifswald 1-4 (退役)                                         |
| II   | VVER-440  | V-230        | ブルガリア     | コズロドゥイ 1-4 (退役)                                       |
| II   | VVER-440  | V-230        | スロバキア     | ボフニツェ I 1-2 (退役)                                       |
| II   | VVER-440  | V-213        | ロシア         | コラ 3-4                                                      |
| II   | VVER-440  | V-213        | 東ドイツ       | Greifswald 5 (退役)                                           |
| II   | VVER-440  | V-213        | ウクライナ     | リウネ 1-2                                                    |
| II   | VVER-440  | V-213        | ハンガリー     | パクシュ1-4                                                   |
| II   | VVER-440  | V-213        | チェコ共和国   | Dukovany 1-4                                                  |
| II   | VVER-440  | V-213        | フィンランド   | ロヴィーサ 1-2                                                |
| II   | VVER-440  | V-213        | スロバキア     | ボフニツェ II 1-2 Mochovce 1-2                                |
| II   | VVER-440  | V-213+       | スロバキア     | Mochovce 3-4 (建設中)                                         |
| II   | VVER-440  | V-270        | アルメニア     | アルメニアン-1 (退役) アルメニアン-2                          |
| III  | VVER-1000 | V-187        | ロシア         | ノヴォヴォロネジ 5                                            |
| III  | VVER-1000 | V-302        | ウクライナ     | 南ウクライナ 1                                                |
| III  | VVER-1000 | V-338        | ウクライナ     | 南ウクライナ 2                                                |
| III  | VVER-1000 | V-338        | ロシア         | カリーニン 1-2                                                |
| III  | VVER-1000 | V-320        | ロシア         | バラコヴォ 1-4 カリーニン 3-4 ロストフ 1-4                    |
| III  | VVER-1000 | V-320        | ウクライナ     | リウネ 3-4 ザポリージャ 1-6 フメリニツキー 1-2 南ウクライナ 3 |
| III  | VVER-1000 | V-320        | ブルガリア     | コズロドゥイ 5-6                                              |
| III  | VVER-1000 | V-320        | チェコ共和国   | テメリン 1-2                                                  |
| III  | VVER-1000 | V-428        | 中国           | 田湾 1-2                                                      |
| III  | VVER-1000 | V-428M       | 中国           | 田湾 3-4                                                      |
| III  | VVER-1000 | V-412        | インド         | クダンクラム 1-2 クダンクラム 3-4 (建設中)                    |
| III  | VVER-1000 | V-446        | イラン         | ブーシェフル 1                                                |
| III+ | VVER-1000 | V-528        | イラン         | ブーシェフル 2 (建設中)                                       |
| III+ | VVER-1200 | V-392M       | ロシア         | ノヴォヴォロネジ II 1-2                                       |
| III+ | VVER-1200 | V-491        | ロシア         | Baltic 1-2 (建設凍結) レニングラード第二 1&2                  |
| III+ | VVER-1200 | V-491        | ベラルーシ     | アストラビエツ 1-2 (建設中)                                   |
| III+ | VVER-1200 | V-509        | トルコ         | アックユ 1-2 (建設中)                                         |
| III+ | VVER-1200 | V-523        | バングラデシュ | ルプール 1-2 (建設中)                                         |
| III+ | VVER-1300 | V-510K       | ロシア         | クルスク第2 1-2 (建設中)                                      |

## 註
1. ↑  Other sources - 34,8.